# Equador (telessérie)
Equador é uma série televisiva portuguesa de ficção histórica, de drama e romance, produzida pelo canal TVI, baseada na obra Equador de Miguel Sousa Tavares. A sua estreia aconteceu no dia 21 de Dezembro de 2008, na TVI. No Brasil a série estreou às 23 horas, no dia 3 de Outubro de 2011, na TV Brasil.

## Enredo
Equador é a história de um homem, Luís Bernardo, que é nomeado para o cargo de governador-geral de São Tomé e Príncipe.
Luís Bernardo é um jovem empresário lisboeta, no início do século XX. Dotado de visão estratégica, facilmente se apercebe que as potências estrangeiras tentam, sob a capa de um "humanismo hipócrita", eliminar a concorrência dos produtores portugueses de cacau, alegando o uso ilegal do trabalho escravo e incentivando o boicote à compra do cacau de São Tomé.
Mas a realidade não é diferente da dos outros países colonizadores. Luís Bernardo escreve um artigo denunciando a situação e é convidado pelo próprio Rei D. Carlos a ocupar o lugar de governador das ilhas de S. Tomé e Príncipe durante três anos, sendo-lhe atribuída a missão de averiguar se há ou não trabalho escravo na referida colónia e convencer o cônsul inglês de que o trabalho escravo em Portugal já faz parte do passado. Aqui se ligam as vertentes históricas e pessoais da obra. Facilmente se conclui que Luís Bernardo terá que enfrentar alguns dos mais importantes produtores de cacau portugueses, não sendo certo que, dada a instabilidade política que existia na época, tenha um apoio total de Lisboa na execução dessa tarefa.
No plano pessoal, esta missão representa, para Luís Bernardo, o fim de uma vida mundana na capital do Império e o princípio de um longo exílio numa ilha distante de todas as partes do mundo. Será aqui que, para ele, o amor se revela. Mas, como em todas as coisas na vida, também o amor nem sempre é certo. Um dos pontos mais fortes desta obra é, precisamente, o percurso individual (no sentido interior) do personagem central, Luís Bernardo.